# Список призёров летних Олимпийских игр 1992

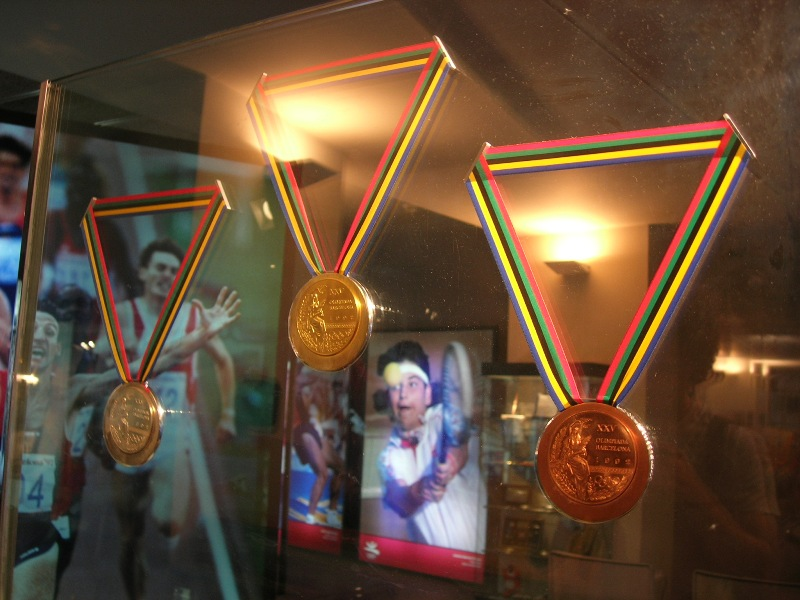
Олимпийские медали

Ниже представлен список всех призёров летних Олимпийских игр 1992 года, проходивших в Барселоне с 25 июля по 9 августа 1992 года. В соревнованиях приняли участие 9356 спортсменов (6652 мужчины и 2704 женщины), представляющие 169 НОК. Было разыграно 257 комплектов медалей в 25 видах спорта. Впервые в истории игр были разыграны медали в бейсболе и бадминтоне, а также в дзюдо среди женщин. Соревнования по гребному слалому вернулись в программу игр, после 20 лет отсутствия. В мужском баскетбольном турнире впервые приняли участие баскетболисты НБА, сборная США привезла на турнир «команду мечты» с Мэджик Джонсом, Майклом Джорданом и Ларри Бёрдом. Сборная доминировала на протяжении всех матчей, став чемпионом игр. Белорусский гимнаст Виталий Щербо завершил игры с рекордным показателем для спортивной гимнастики, спортсмен выиграл шесть из восьми возможных золотых медалей, четыре из них в один день. Испанский бегун Фермин Качо выиграл первую в истории Испании золотую медаль в беге, победив в финальном забеге на 1500 метров, а на следующих Олимпийских играх в Атланте легкоатлет вновь стал медалистом игр, финишировав вторым. Немецкий хоккеист на траве Андреас Келлер вслед за дедом, Эрвином Келлером, и отцом Карстеном Келлером стал медалистом Олимпийских игр, выиграв золотую медаль. Американский легкоатлет Карл Льюис вдобавок к своим шести золотым медалям прошлых Олимпийских игр, выиграл ещё две, став восьмикратным олимпийским чемпионом. 13-летняя китаянка Фу Минся выиграла соревнования в прыжках с 10 метровой вышки, став второй самой молодой чемпионкой в истории Олимпийских игр в индивидуальных видах спорта.
Летние Олимпийские игры 1992 года стали одними из первых крупных соревнованиями, проходящими после ряда геополитических изменений в мире. Так, после объединения Германии, впервые с 1960 года спортсмены страны выступила единой сборной. Спортсмены НОК Хорватии, Словении и Боснии и Герцеговины впервые в истории приняли участие в играх. Из-за политических санкций спортсмены Югославии выступали на играх как независимые олимпийские участники. Помимо этого, после распада СССР, ранее входившие в его состав страны выступали на Играх как объединённая команда. В командных видах спорта поднимался Олимпийский флаг и звучал Олимпийский гимн, но во время вручения наград в индивидуальных дисциплинах поднимался государственный флаг страны спортсмена и звучал гимн его государства. Спортсмены Эстонии, Латвии и Литвы были представлены отдельными сборными.
Объединённая команда выиграла больше всего медалей — 112, за ней следуют сборные США — 108 и Германии — 82. В общей сложности спортсмены 64 НОК стали призёрами игр.

## Академическая гребля

#### Мужчины
| Дисциплина                      | Золото | Серебро | Бронза |
| Одиночки                        | Томас Ланге (GER) | Вацлав Халупа (TCH) | Каетан Броневский (POL) |
| Двойки парные                   | Австралия · Питер Энтони · Стивен Хоукинс | Австрия · Арнольд Йонке · Кристоф Цербст | Нидерланды · Нико Ринкс · Хенк-Ян Зволле |
| Двойки распашные без рулевого   | Великобритания · Стив Редгрейв · Мэттью Пинсент | Германия · Колин фон Эттингхаузен · Петер Хёльценбайн | Словения · Изток Чоп · Денис Жвегель |
| Двойки распашные с рулевым      | Великобритания · Грегори Сирл · Джонни Сирл · Гарри Херберт (рулевой)                                                                                       | Италия · Кармине Аббаньяле · Джузеппе Аббаньяле · Джузеппе ди Капуа (рулевой)                                                                                   | Румыния · Димитрие Попеску · Николае Цага · Думитру Рэдукану (рулевой)                                                                                                   |
| Четвёрки парные                 | Германия · Андреас Хайек · Михаэль Штайнбах · Штефан Фолькерт · Андре Вилльмс                                                                               | Норвегия · Кьетиль Ундсет · Пер Сетерсдаль · Ларс Бьённес · Рольф Торсен                                                                                        | Италия · Алессандро Корона · Джанлука Фарина · Россано Гальтаросса · Филиппо Соффичи                                                                                     |
| Четвёрки распашные без рулевого | Австралия · Эндрю Купер · Николас Грин · Майк Маккей · Джеймс Томкинс                                                                                       | США · Джеффри Маклафлин · Даг Бёрден · Томас Борер · Патрик Мэннинг                                                                                             | Словения · Милан Янша · Садик Муйкич · Сашо Мирьянич · Янез Клеменчич |
| Четвёрки распашные с рулевым    | Румыния · Юлика Руйкан · Виорел Талапан · Димитрие Попеску · Николае Цага · Думитру Рэдукану (рулевой)                                                      | Германия · Ральф Брудель · Уве Келльнер · Торальф Петерс · Карстен Фингер · Хендрик Райхер (рулевой)                                                            | Польша · Войцех Янковский · Мацей Ласицкий · Яцек Штрайх · Томаш Томяк · Михал Цеслак (рулевой)                                                                          |
| Восьмёрки                       | Канада · Даррен Барбер · Эндрю Кросби · Майкл Форжерон · Роберт Марленд · Дерек Портер · Майкл Рашер · Брюс Робертсон · Джон Уоллес · Терренс Пол (рулевой) | Румыния · Юлика Руйкан · Виорел Талапан · Василе Нэстасе · Клаудиу Марин · Дэнуц Добре · Валентин Робу · Василе Мэстэкан · Йоан Визитю · Марин Георге (рулевой) | Германия · Роланд Бар · Армин Айхольц · Детлеф Кирхгофф · Бане Рабе · Франк Рихтер · Ганс Зенневальд · Торстен Штреппельхофф · Ансгар Весслинг · Манфред Кляйн (рулевой) |

#### Женщины
| Дисциплина                     | Золото | Серебро | Бронза |
| Одиночки                       | Элисабета Липэ (ROM) | Аннелис Бредаль (BEL) | Cилкен Лауман (CAN) |
| Двойки парные                  | Германия · Керстин Кёппен · Катрин Борон | Румыния · Вероника Кокеля · Элисабета Липэ | Китай · Гу Сяоли · Лу Хуали |
| Двойки распашные без рулевой   | Канада · Марни Макбин · Кэтлин Хеддл | Германия · Ингебург Шверцман · Штефани Верремайер | США · Стефани Пирсон · Анна Ситон |
| Четвёрки парные                | Германия · Сибилла Шмидт · Биргит Петер · Керстин Мюллер · Кристина Мундт                                                                                           | Румыния · Анишоара Бэлан · Дойна Игнат · Констанца Бурчикэ · Вероника Кокеля                                                                                           | Объединённая команда · Антонина Зеликович · Татьяна Устюжанина · Екатерина Ходотович · Елена Хлопцева                                                                           |
| Четвёрки распашные без рулевой | Канада · Кирстен Барнс · Бренда Тейлор · Джессика Монро · Кей Уортингтон                                                                                            | США · Шела Донохью · Синтия Эккерт · Кэрол Фини · Эми Фуллер | Германия · Антье Франк · Аннетте Хон · Габриэле Мель · Бирте Зих |
| Восьмёрки                      | Канада · Кирстен Барнс · Шеннон Кроуфорд · Меган Делеэнти · Кэтлин Хеддл · Марни Макбин · Джессика Монро · Бренда Тейлор · Кей Уортингтон · Лесли Томпсон (рулевая) | Румыния · Вероника Некула · Адрьяна Базон · Мария Пэдурару · Юлия Булие · Дойна Робу · Вьорика Лепэдату · Дойна Шнеп-Бэлан · Йоана Олтяну · Елена Джорджеску (рулевая) | Германия · Сильвия Дёрдельман · Катрин Хаккер · Кристиане Харцендорф · Керстин Петерсман · Дана Пириц · Аннегрет Штраух · Уте Вагнер · Юдит Цайдлер · Даниэла Нойнаст (рулевая) |

## Бадминтон
| Дисциплина               | Золото                                     | Серебро                                 | Бронза                                     |
| Мужской одиночный разряд | Алан Будикусума (INA)                      | Арди Вираната (INA)                     | Томас Штюр-Лауридсен (DEN)                 |
| Мужской одиночный разряд | Алан Будикусума (INA)                      | Арди Вираната (INA)                     | Хермаван Сусанто (INA)                     |
| Мужской парный разряд    | Республика Корея · Ким Мун Су · Пак Чу Бон | Индонезия · Эдди Хартоно · Руди Гунаван | Китай · Ли Юнбо · Тянь Биньи               |
| Мужской парный разряд    | Республика Корея · Ким Мун Су · Пак Чу Бон | Индонезия · Эдди Хартоно · Руди Гунаван | Малайзия · Разиф Сидек · Джалани Сидек     |
| Женский одиночный разряд | Суси Сусанти (INA)                         | Пан Су Хён (KOR)                        | Хуан Хуа (CHN)                             |
| Женский одиночный разряд | Суси Сусанти (INA)                         | Пан Су Хён (KOR)                        | Тан Цзюхун (CHN)                           |
| Женский парный разряд    | Республика Корея · Хван Хе Ён · Чун Со Ён  | Китай · Гуань Вэйчжэнь · Нун Цюньхуа    | Республика Корея · Киль Ён А · Сим Ын Джон |
| Женский парный разряд    | Республика Корея · Хван Хе Ён · Чун Со Ён  | Китай · Гуань Вэйчжэнь · Нун Цюньхуа    | Китай · Линь Яньфэнь · Яо Фэнь             |

## Баскетбол
| Дисциплина | Золото | Серебро | Бронза |
| Мужчины    | СШАДэвид Робинсон · Патрик Юинг · Ларри Бёрд · Скотти Пиппен · Майкл Джордан · Клайд Дрекслер · Карл Мэлоун · Джон Стоктон · Крис Маллин · Чарльз Баркли · Мэджик Джонсон · Кристиан Леттнер                                     | ХорватияДражен Петрович · Велимир Перасович · Данко Цветичанин · Тони Кукоч · Владан Аланович · Франьо Арапович · Жан Табак · Стоян Вранкович · Алан Грегов · Арьян Комазец · Дино Раджа · Арамис Наглич | ЛитваВальдемарас Хомичюс · Альвидас Паздраздис · Арунас Высоцкас · Дарюс Димавичюс · Романас Браздаускис · Гинтарас Крапикас · Римас Куртинайтис · Арвидас Сабонис · Артурас Карнишовас · Шарунас Марчюлёнис · Гинтарас Эйникис · Сергей Йовайша |
| Женщины    | Объединённая командаЕлена Жирко · Елена Баранова · Ирина Герлиц · Елена Торникиду · Елена Швайбович · Марина Ткаченко · Ирина Минх · Елена Худашова · Ирина Сумникова · Элен Бунатьянц · Наталья Засульская · Светлана Заболуева | КитайЦон Сюэди · Хе Цзюнь · Ли Донмей · Ли Синь · Лю Цзюнь · Лю Цин · Пэн Пин · Ван Фан · Чжань Шупин · Чжэн Донмей · Чжэн Хайся                                                                         | СШАТереза Эдвардс · Дэдра Чарльз · Кларисса Дэвис · Тереза Уизерспун · Тэмми Джексон · Вики Орр · Вики Баллетт · Кэролин Джонс-Янг · Катрина Макклейн · Медина Диксон · Синтия Купер · Сьюзи Макконнелл-Серио                                    |

## Бейсбол
| Дисциплина | Золото | Серебро | Бронза |
| Мужчины    | Куба Антонио Пачеко Массо · Эрмиделио Уррутия · Луис Уласия · Альберто Эрнандес · Ласаро Варгас · Омар Линарес · Херман Меса · Хуан Падилья · Лурдес Гурриел · Хосе Эстрада Гонсалес · Освальдо Фернандес · Орландо Эрнандес · Хиорхе Диас · Омар Ахете · Виктор Меса · Хорхе Луис Вальдес · Хосе Дельгадо · Роландо Аррохо · Орестес Кинделан | ТайваньЧжан Чжэнсянь · Чжан Вэньцзун · Чжан Яотэн · Чэнь Чжисинь · Чэнь Вэйчэн · Цзян Тайцюань · Хуан Чжунъи · Хуан Вэньбо · Чжун Юйчжэн · Гу Гоцянь · Гу Ли Цзяньфу · Ляо Миньсюн · Линь Чжаохуан · Линь Куньхань · Ло Чжэньжун · Ло Гочжан · Бай Куньхун · Цай Минхун · Ван Гуанси · У Сычжи | Япония Коити Осима · Сигэки Вакабаяси · Масафуми Ниси · Кодзи Токунага · Акихиро Того · Хиротами Кодзима · Хироки Кокубо · Хироюки Сакагути · Ясунори Таками · Ясухиро Сато · Кэнто Сугияма · Кацуми Ватанабэ · Кадзутака Нисияма · Масахито Кохияма · Томохито Ито · Масанори Сугиура · Такахаси Мива · Синъити Сато · Хироси Накамото · Синъитиро Кавабата |

## Бокс
| Дисциплина  | Золото                  | Серебро                   | Бронза                    |
| До 48 кг    | Рохелио Марсело (CUB)   | Даниел Петров (BUL)       | Роэль Веласко (PHI)       |
| До 48 кг    | Рохелио Марсело (CUB)   | Даниел Петров (BUL)       | Ян Кваст (GER)            |
| До 51 кг    | Чхве Чхоль Су (PRK)     | Рауль Гонсалес (CUB)      | Иштван Ковач (HUN)        |
| До 51 кг    | Чхве Чхоль Су (PRK)     | Рауль Гонсалес (CUB)      | Тим Остин (USA)           |
| До 54 кг    | Хоэль Касамайор (CUB)   | Уэйн Маккаллох (IRL)      | Мохамед Ашик (MAR)        |
| До 54 кг    | Хоэль Касамайор (CUB)   | Уэйн Маккаллох (IRL)      | Ли Гван Сик (PRK)         |
| До 57 кг    | Андреас Тевс (GER)      | Фаустино Рейес (ESP)      | Хосин Солтани (ALG)       |
| До 57 кг    | Андреас Тевс (GER)      | Фаустино Рейес (ESP)      | Рамаз Палиани (EUN)       |
| До 60 кг    | Оскар Де Ла Хойя (USA)  | Марко Рудольф (GER)       | Намжилын Баярсайхан (MGL) |
| До 60 кг    | Оскар Де Ла Хойя (USA)  | Марко Рудольф (GER)       | Хон Сон Сик (KOR)         |
| До 63,5 кг  | Эктор Винент (CUB)      | Марк Ледюк (CAN)          | Леонард Дорофтей (ROM)    |
| До 63,5 кг  | Эктор Винент (CUB)      | Марк Ледюк (CAN)          | Йюри Челль (FIN)          |
| До 67 кг    | Майкл Кэррат (IRL)      | Хуан Эрнандес (CUB)       | Анибаль Асеведо (PUR)     |
| До 67 кг    | Майкл Кэррат (IRL)      | Хуан Эрнандес (CUB)       | Аркхом Чэнлай (THA)       |
| До 71 кг    | Хуан Карлос Лемус (CUB) | Орхан Делибаш (NED)       | Робин Рид (GBR)           |
| До 71 кг    | Хуан Карлос Лемус (CUB) | Орхан Делибаш (NED)       | Дьёрдь Мижеи (HUN)        |
| До 75 кг    | Ариэль Эрнандес (CUB)   | Крис Бёрд (USA)           | Ли Сын Бэ (KOR)           |
| До 75 кг    | Ариэль Эрнандес (CUB)   | Крис Бёрд (USA)           | Крис Джонсон (CAN)        |
| До 81 кг    | Торстен Май (GER)       | Ростислав Зауличный (EUN) | Войцех Бартник (POL)      |
| До 81 кг    | Торстен Май (GER)       | Ростислав Зауличный (EUN) | Золтан Береш (HUN)        |
| До 91 кг    | Феликс Савон (CUB)      | Дэвид Айзонритеи (NGR)    | Арнольд Вандерлиде (NED)  |
| До 91 кг    | Феликс Савон (CUB)      | Дэвид Айзонритеи (NGR)    | Дэвид Туа (NZL)           |
| Свыше 91 кг | Роберто Баладо (CUB)    | Ричард Игбайнегу (NGR)    | Брайан Нильсен (DEN)      |
| Свыше 91 кг | Роберто Баладо (CUB)    | Ричард Игбайнегу (NGR)    | Свилен Русинов (BUL)      |

## Борьба

### Греко-римская борьба
| Дисциплина | Золото                    | Серебро                   | Бронза                  |
| До 48 кг   | Олег Кучеренко (EUN)      | Винченцо Маэнца (ITA)     | Уилбер Санчес (CUB)     |
| До 52 кг   | Йон Рённинген (NOR)       | Альфред Тер-Мкртчян (EUN) | Мин Гён Гап (KOR)       |
| До 57 кг   | Ан Хан Бон (KOR)          | Рыфат Йылдыз (GER)        | Шэн Цзэтянь (CHN)       |
| До 62 кг   | Мехмет Акиф Пирим (TUR)   | Сергей Мартынов (EUN)     | Хуан Марен (CUB)        |
| До 68 кг   | Аттила Репка (HUN)        | Ислам Дугучиев (EUN)      | Родни Смит (USA)        |
| До 74 кг   | Мнацакан Искандарян (EUN) | Юзеф Трач (POL)           | Торбьёрн Корнбакк (SWE) |
| До 82 кг   | Петер Фаркаш (HUN)        | Пётр Степин (POL)         | Даулет Турлыханов (EUN) |
| До 90 кг   | Майк Булльман (GER)       | Хаккы Башар (TUR)         | Гоги Когуашвили (EUN)   |
| До 100 кг  | Эктор Милиан (CUB)        | Деннис Козловски (USA)    | Сергей Демяшкевич (EUN) |
| До 130 кг  | Александр Карелин (EUN)   | Томас Йоханссон (SWE)     | Йоан Григораш (ROM)     |

### Вольная борьба
| Дисциплина | Золото                  | Серебро                  | Бронза                   |
| До 48 кг   | Ким Иль Ён (PRK)        | Ким Джон Син (KOR)       | Вугар Оруджов (EUN)      |
| До 52 кг   | Ли Хак Сон (PRK)        | Зик Джонс (USA)          | Валентин Йорданов (BUL)  |
| До 57 кг   | Алехандро Пуэрто (CUB)  | Сергей Смаль (EUN)       | Ким Ён Сик (PRK)         |
| До 62 кг   | Джон Смит (USA)         | Аскари Мохаммадиан (IRI) | Лазаро Рейносо (CUB)     |
| До 68 кг   | Арсен Фадзаев (EUN)     | Валентин Гецов (BUL)     | Косэй Акаиси (JPN)       |
| До 74 кг   | Пак Джан Сун (KOR)      | Кенни Мондэй (USA)       | Амир Реза Хадем (IRI)    |
| До 82 кг   | Кевин Джексон (USA)     | Эльмади Жабраилов (EUN)  | Расул Хадем (IRI)        |
| До 90 кг   | Махарбек Хадарцев (EUN) | Кенан Шимшек (TUR)       | Кристофер Кэмпбелл (USA) |
| До 100 кг  | Лери Хабелов (EUN)      | Хайко Бальц (GER)        | Али Каялы (TUR)          |
| До 130 кг  | Брюс Баумгартнер (USA)  | Джеффри Туэ (CAN)        | Давид Гобеджишвили (EUN) |

## Велоспорт

### Шоссейные гонки
| Дисциплина                                    | Золото                                                               | Серебро                                                                     | Бронза                                                                    |
| Групповая гонка, мужчины                      | Фабио Казартелли (ITA)                                               | Эрик Деккер (NED)                                                           | Дайнис Озолс (LAT)                                                        |
| Командная гонка с раздельным стартом, мужчины | Германия · Бернд Диттерт · Кристиан Майер · Михаэль Рих · Уве Пешель | Италия · Андреа Перон · Флавио Анастасия · Лука Коломбо · Джанфранко Контри | Франция · Жан-Луи Харель · Эрве Буссар · Дидье Фавр-Пьерре · Филипп Гомон |
| Групповая гонка, женщины                      | Кати Уотт (AUS)                                                      | Жанни Лонго (FRA)                                                           | Моник Кноль (NED)                                                         |

### Трековые гонки

#### Мужчины
| Дисциплина                    | Золото                                                                                      | Серебро                                                                    | Бронза                                                                             |
| Гонка преследования           | Кристофер Бордмен (GBR)                                                                     | Йенс Леманн (GER)                                                          | Гэри Андерсон (NZL)                                                                |
| Командная гонка преследования | Германия · Штефан Штайнвег · Андреас Вальцер · Гвидо Фюльст · Михаэль Глёкнер · Йенс Леманн | Австралия · Стюарт О’Грэйди · Бретт Эйткен · Стивен Макглед · Шон О’Брайен | Дания · Ян Петерсен · Микаэль Сандстёд · Кен Фрост · Джимми Мадсен · Клаус Нильсен |
| Спринт                        | Йенс Фидлер (GER)                                                                           | Гари Нейванд (AUS)                                                         | Курт Харнетт (CAN)                                                                 |
| Гит                           | Хосе Мануэль Морено (ESP)                                                                   | Шейн Келли (AUS)                                                           | Эрин Хартуэлл (USA)                                                                |
| Гонка по очкам                | Джованни Ломбарди (ITA)                                                                     | Леон ван Бон (NED)                                                         | Седрик Мэти (BEL)                                                                  |

#### Женщины
| Дисциплина          | Золото              | Серебро             | Бронза               |
| Гонка преследования | Петра Росснер (GER) | Кати Уотт (AUS)     | Ребекка Туигг (USA)  |
| Спринт              | Эрика Салумяэ (EST) | Аннетт Нойман (GER) | Ингрид Харинга (NED) |

## Водное поло
| Дисциплина | Золото | Серебро | Бронза |
| Мужчины    | ИталияФранческо Аттолицо · Аллесандро Бово · Аллесандро Кампанья · Паоло Кальдарелла · Массимилиано Ферретти · Джузеппе Порцио · Марко Д’Альтруи · Марио Фиорилло · Фердинандо Гандольфи · Амедео Помилио · Франческо Порцио · Карло Силипо · Джанни Авераймо | ИспанияДаниэль Бальярт · Хесус Рольян · Жорди Санс · Хосеп Пико · Мануэль Эстиарте · Манель Сильвестре · Марко Антонио Гонсалес · Мигель Анхель Ока · Педро Гарсиа · Рикардо Санчес · Рубен Мичавила · Сальвадор Гомес · Серхио Педрероль | Объединённая командаСергей Наумов · Александр Огородников · Александр Чигирь · Дмитрий Апанасенко · Андрей Белофастов · Евгений Шаронов · Дмитрий Горшков · Владимир Карабутов · Александр Колотов · Андрей Коваленко · Николай Козлов · Сергей Маркоч · Алексей Вдовин |

## Волейбол
| Дисциплина | Золото | Серебро | Бронза |
| Мужчины    | БразилияАмаури · Карлан · Дуглас · Джоване · Джанелсон · Хорхе Эдсон · Маурисио · Марсело Неграо · Пауло Сильва · Пампа · Тальмо · Танде                                               | НидерландыЭдвин Бенне · Петер Бланже · Рон Будри · Хенк-Ян Хельд · Мартин ван дер Хорст · Марко Клок · Олоф ван дер Мейлен · Ян Постума · Авиталь Селингер · Мартин Теффер · Рональд Зудсма · Рон Цвервер                                      | СШАНик Беккер · Карлос Бричено · Боб Ктвртлайк · Скотт Фортьюн · Дэн Гринбаум · Брент Хиллиард · Брайан Айви · Дуглас Парти · Самуэльсон Боб · Эрик Сато · Джефф Сторк · Стив Тиммонс |
| Женщины    | КубаРегла Белл · Мерседес Кальдерон · Магалис Карвахаль · Марленис Коста · Идальмис Гато · Лилия Искьердо · Норка Латамблет · Мирея Луис · Таня Ортис · Раиса О’Фаррилл · Регла Торрес | Объединённая командаВалентина Огиенко · Наталья Морозова · Марина Панкова · Елена Тюрина · Ирина Ильченко · Татьяна Сидоренко · Татьяна Меньшова · Евгения Эстес · Галина Лебедева · Светлана Василевская · Елена Чебукина · Светлана Корытова | СШАЛиана Сато · Пола Вейшофф · Йоко Сеттерлунд · Элейна Оден · Ким Оден · Тоня Сандерс · Карен Кемнер · Рут Лавансон · Тамми Лилей · Джанет Кобс · Тара Кросс-Батл · Лори Эндикотт    |

## Гандбол
| Дисциплина | Золото | Серебро | Бронза |
| Мужчины    | Объединённая командаАндрей Барбашинский · Сергей Бебешко · Игорь Чумак · Талант Дуйшебаев · Юрий Гаврилов · Валерий Гопин · Олег Гребнев · Олег Киселёв · Василий Кудинов · Андрей Лавров · Игорь Васильев · Михаил Якимович | ШвецияМагнус Андерссон · Роберт Андерссон · Андерс Бекегрен · Пер Карлен · Магнус Като · Эрик Хаджас · Роберт Хедин · Патрик Лильестранд · Ула Линдгрен · Матс Ульссон · Стеффан Ульссон · Аксель Сьёблад · Томми Соураниеми · Томас Свенссон · Пьер Торссон · Магнус Висландер | ФранцияФилипп Дебюро · Филипп Гарден · Дени Лато · Паскаль Маэ · Филипп Медар · Гаэль Монтурель · Лоран Мюнье · Фредерик Перес · Ален Портес · Тьерри Перё · Эрик Кентен · Джексон Ричардсон · Стефан Штёклин · Жан-Люк Тьебо · Дени Тристан · Фредерик Фоль       |
| Женщины    | Республика КореяЧа Чжэ Кюн · Хан Хён Сук · Хан Сун Хи · Хон Джон Хо · Джанг Ри Ра · Ким Хва Сук · Ли Хо Юн · Ли Ми Янг · Лим О Кён · Мин Хе Сук · Мун Хян Джа · Нам Юн Янг · Ох Сон Ок · Пак Чжон Лим · Пак Кап Сук          | НорвегияХеге Фросет · Тонье Сагстуен · Ханна Хогнесс · Хайди Сундал · Сусанн Гоксёр Бьеркрхейм · Катрин Ролл-Маттисен · Мона Дале · Эфтедал Сири · Генриетта Хенриксен · Ингрид Стин · Карин Петтерсен · Аннетте Скотволл · Кристине Дувхол · Хейди Тьюгум                      | Объединённая командаМарина Базанова · Наталья Дерюгина · Светлана Богданова · Наталья Анисимова · Татьяна Горб · Галина Борзенкова · Людмила Гудзь · Элина Гусева · Татьяна Джанджгава · Лариса Киселёва · Галина Оноприенко · Наталья Морскова · Светлана Пряхина |

## Гимнастика

### Спортивная гимнастика

#### Мужчины
| Дисциплина           | Золото | Серебро                                                                  | Бронза |
| Личное многоборье    | Виталий Щербо (EUN) | Григорий Мисютин (EUN)                                                   | Валерий Беленький (EUN)                                                                                     |
| Командное многоборье | Объединённая команда · Валерий Беленький · Игорь Коробчинский · Григорий Мисютин · Виталий Щербо · Рустам Шарипов · Алексей Воропаев | Китай · Го Линьяо · Ли Чуньян · Ли Дашуан · Ли Гэ · Ли Цзин · Ли Сяошуан | Япония · Ютака Айхара · Такаси Тинэн · Ёсиаки Хатакэда · Юкио Икэтани · Масаюки Мацунага · Даисукэ Нисикава |
| Опорный прыжок       | Виталий Щербо (EUN) | Григорий Мисютин (EUN)                                                   | Ю Оннёль (KOR)                                                                                              |
| Вольные упражнения   | Ли Сяошуан (CHN) | Юкио Икэтани (JPN)                                                       | Григорий Мисютин (EUN)                                                                                      |
| Конь                 | Виталий Щербо (EUN) | Не присуждалось                                                          | Андреас Веккер (GER)                                                                                        |
| Конь                 | Пэ Гиль Су (PRK) | Не присуждалось                                                          | Андреас Веккер (GER)                                                                                        |
| Кольца               | Виталий Щербо (EUN) | Ли Цзин (CHN)                                                            | Андреас Веккер (GER)                                                                                        |
| Кольца               | Виталий Щербо (EUN) | Ли Цзин (CHN)                                                            | Ли Сяошуан (CHN)                                                                                            |
| Параллельные брусья  | Виталий Щербо (EUN) | Ли Цзин (CHN)                                                            | Игорь Коробчинский (EUN)                                                                                    |
| Параллельные брусья  | Виталий Щербо (EUN) | Ли Цзин (CHN)                                                            | Го Линьяо (CHN)                                                                                             |
| Параллельные брусья  | Виталий Щербо (EUN) | Ли Цзин (CHN)                                                            | Масаюки Мацунага (JPN)                                                                                      |
| Перекладина          | Трент Димас (USA) | Григорий Мисютин (EUN)                                                   | Андреас Веккер (GER)                                                                                        |

#### Женщины
| Дисциплина           | Золото | Серебро | Бронза                                                                                   |
| Личное многоборье    | Татьяна Гуцу (EUN) | Шэннон Миллер (USA)                                                                                           | Лавиния Милошовичи (ROM)                                                                 |
| Командное многоборье | Объединённая команда · Светлана Богинская · Оксана Чусовитина · Розалия Галиева · Елена Груднева · Татьяна Гуцу · Татьяна Лысенко | Румыния · Кристина Бонташ · Джина Годжан · Ванда Хадарян · Лавиния Милошовичи · Мария Некулицэ · Мирела Пашка | США · Венди Брюс · Доминик Доз · Шэннон Миллер · Бетти Окино · Керри Страг · Ким Змескал |
| Опорный прыжок       | Лавиния Милошовичи (ROM) | Не присуждалось                                                                                               | Татьяна Лысенко (EUN)                                                                    |
| Опорный прыжок       | Хенриетта Оноди (HUN) | Не присуждалось                                                                                               | Татьяна Лысенко (EUN)                                                                    |
| Вольные упражнения   | Лавиния Милошовичи (ROM) | Хенриетта Оноди (HUN)                                                                                         | Кристина Бонташ (ROM)                                                                    |
| Вольные упражнения   | Лавиния Милошовичи (ROM) | Хенриетта Оноди (HUN)                                                                                         | Шэннон Миллер (USA)                                                                      |
| Вольные упражнения   | Лавиния Милошовичи (ROM) | Хенриетта Оноди (HUN)                                                                                         | Татьяна Гуцу (EUN)                                                                       |
| Разновысокие брусья  | Лу Ли (CHN) | Татьяна Гуцу (EUN)                                                                                            | Шэннон Миллер (USA)                                                                      |
| Бревно               | Татьяна Лысенко (EUN) | Лу Ли (CHN)                                                                                                   | Не присуждалась                                                                          |
| Бревно               | Татьяна Лысенко (EUN) | Шэннон Миллер (USA)                                                                                           | Не присуждалась                                                                          |

### Художественная гимнастика
| Дисциплина        | Золото                     | Серебро                 | Бронза                |
| Личное многоборье | Александра Тимошенко (EUN) | Каролина Паскуаль (ESP) | Оксана Скалдина (EUN) |

## Гребля на байдарках и каноэ

### Гладкая вода

#### Мужчины
| Дисциплина                     | Золото                                                                    | Серебро                                                              | Бронза                                                                 |
| Каноэ-одиночки, 500 метров     | Николай Бухалов (BUL)                                                     | Михал Сливиньский (EUN)                                              | Олаф Хойкродт (GER)                                                    |
| Каноэ-одиночки, 1000 метров    | Николай Бухалов (BUL)                                                     | Иван Клементьев (LAT)                                                | Дьёрдь Зала (HUN)                                                      |
| Каноэ-двойки, 500 метров       | Объединённая команда · Александр Масейков · Дмитрий Довгалёнок            | Германия · Ульрих Папке · Инго Шпелли                                | Болгария · Благовест Стоянов · Мартин Маринов                          |
| Каноэ-двойки, 1000 метров      | Германия · Ульрих Папке · Инго Шпелли                                     | Дания · Арне Нильссон · Кристиан Фредериксен                         | Франция · Дидье Уайе · Оливье Буавен                                   |
| Байдарки-одиночки, 500 метров  | Микко Колехмайнен (FIN)                                                   | Жолт Дьюлаи (HUN)                                                    | Кнут Хольманн (NOR)                                                    |
| Байдарки-одиночки, 1000 метров | Клинт Робинсон (AUS)                                                      | Кнут Хольманн (NOR)                                                  | Грег Бартон (USA)                                                      |
| Байдарки-двойки, 500 метров    | Германия · Кай Блум · Торстен Гуче                                        | Польша · Мацей Фреймут · Войцех Курпевский                           | Италия · Антонио Росси · Бруно Дреосси                                 |
| Байдарки-двойки, 1000 метров   | Германия · Кай Блум · Торстен Гуче                                        | Швеция · Гуннар Ульссон · Калле Сундквист                            | Польша · Гжегож Котович · Дариуш Бялковский                            |
| Байдарки-четвёрки, 1000 метров | Германия · Марио фон Аппен · Оливер Кегель · Томас Райнек · Андре Воллебе | Венгрия · Ференц Чипеш · Жолт Дьюлаи · Аттила Абрахам · Ласло Фидель | Австралия · Рэймон Андерссон · Кельвин Грэм · Иэн Роулинг · Стивен Вуд |

#### Женщины
| Дисциплина                    | Золото                                                          | Серебро                                                                  | Бронза                                                                        |
| Байдарки-одиночки, 500 метров | Биргит Шмидт (GER)                                              | Рита Кёбан (HUN)                                                         | Изабеля Дылевская (POL)                                                       |
| Байдарки-двойки, 500 метров   | Германия · Анке фон Зек · Рамона Портвих                        | Швеция · Агнета Андерссон · Сюзанна Гуннарссон                           | Венгрия · Рита Кёбан · Эва Донус                                              |
| Байдарки-четвёрки, 500 метров | Венгрия · Рита Кёбан · Эва Донус · Эрика Месарош · Кинга Цигань | Германия · Катрин Борхерт · Рамона Портвих · Биргит Шмидт · Фнке фон Зек | Швеция · Анна Ульссон · Агнета Андерссон · Мария Хаглунд · Сусанна Русенквист |

### Гребной слалом
| Дисциплина                 | Золото                              | Серебро                                    | Бронза                                 |
| Байдарки-одиночки, мужчины | Пьерпаоло Феррацци (ITA)            | Сильвен Кюринье (FRA)                      | Йохен Леттман (GER)                    |
| Каноэ-одиночки, мужчины    | Лукаш Поллерт (TCH)                 | Гарет Мариотт (GBR)                        | Жак Авриль (FRA)                       |
| Каноэ-двойки, мужчины      | США · Беннет Якоби · Скотт Страусбо | Чехословакия · Иржи Роган · Мирослав Шимек | Франция · Франк Адисон · Вильфрид Форг |
| Байдарки-одиночки, женщины | Элизабет Михелер-Джонс (GER)        | Даниэль Вудворд (AUS)                      | Дана Хладек (USA)                      |

## Дзюдо

### Мужчины
| Весовая категория | Золото                   | Серебро               | Бронза                 |
| ----------------- | ------------------------ | --------------------- | ---------------------- |
| До 60 кг          | Назим Гусейнов (EUN)     | Юн Хён (KOR)          | Таданори Косино (JPN)  |
| До 60 кг          | Назим Гусейнов (EUN)     | Юн Хён (KOR)          | Рихард Траутман (GER)  |
| До 65 кг          | Рожерио Сампайо (BRA)    | Йожеф Чак (HUN)       | Удо Квелльмальц (GER)  |
| До 65 кг          | Рожерио Сампайо (BRA)    | Йожеф Чак (HUN)       | Исраэль Эрнандес (CUB) |
| До 71 кг          | Тосихико Кога (JPN)      | Берталан Хайтош (HUN) | Чон Хун (KOR)          |
| До 71 кг          | Тосихико Кога (JPN)      | Берталан Хайтош (HUN) | Шай-Орэн Смаджа (ISR)  |
| До 78 кг          | Хидэхико Ёсида (JPN)     | Джейсон Моррис (USA)  | Бертран Дамезен (FRA)  |
| До 78 кг          | Хидэхико Ёсида (JPN)     | Джейсон Моррис (USA)  | Ким Бёнджу (KOR)       |
| До 86 кг          | Вальдемар Легень (POL)   | Паскаль Тайо (FRA)    | Хиротака Окада (JPN)   |
| До 86 кг          | Вальдемар Легень (POL)   | Паскаль Тайо (FRA)    | Николя Жиль (CAN)      |
| До 95 кг          | Анталь Ковач (HUN)       | Реймонд Стивенс (GBR) | Тео Мейер (NED)        |
| До 95 кг          | Анталь Ковач (HUN)       | Реймонд Стивенс (GBR) | Дмитрий Сергеев (EUN)  |
| Свыше 95 кг       | Давид Хахалейшвили (EUN) | Наоя Огава (JPN)      | Имре Чос (HUN)         |
| Свыше 95 кг       | Давид Хахалейшвили (EUN) | Наоя Огава (JPN)      | Давид Дуйе (FRA)       |

### Женщины
| Дисциплина  | Золото                 | Серебро                    | Бронза                 |
| До 48 кг    | Сесиль Новак (FRA)     | Рёко Тамура (JPN)          | Амарилис Савон (CUB)   |
| До 48 кг    | Сесиль Новак (FRA)     | Рёко Тамура (JPN)          | Хюлья Шеньюрт (TUR)    |
| До 52 кг    | Альмудена Муньос (ESP) | Норико Мидзогути (JPN)     | Ли Чжунъюнь (CHN)      |
| До 52 кг    | Альмудена Муньос (ESP) | Норико Мидзогути (JPN)     | Шэрон Рендл (GBR)      |
| До 56 кг    | Мириам Бласко (ESP)    | Никола Фейрбразер (GBR)    | Дриулис Гонсалес (CUB) |
| До 56 кг    | Мириам Бласко (ESP)    | Никола Фейрбразер (GBR)    | Тиёри Татэно (JPN)     |
| До 61 кг    | Катрин Флёри (FRA)     | Яэль Арад (ISR)            | Елена Петрова (EUN)    |
| До 61 кг    | Катрин Флёри (FRA)     | Яэль Арад (ISR)            | Чжан Ди (CHN)          |
| До 66 кг    | Одалис Реве (CUB)      | Эмануэла Пьерантоцци (ITA) | Кейт Хауи (GBR)        |
| До 66 кг    | Одалис Реве (CUB)      | Эмануэла Пьерантоцци (ITA) | Хейди Ракелс (BEL)     |
| До 72 кг    | Ким Миджон (KOR)       | Ёко Танабэ (JPN)           | Ирен де Кок (NED)      |
| До 72 кг    | Ким Миджон (KOR)       | Ёко Танабэ (JPN)           | Летиция Меньян (FRA)   |
| Свыше 72 кг | Чжуан Сяоянь (CHN)     | Эстела Родригес (CUB)      | Натали Люпино (FRA)    |
| Свыше 72 кг | Чжуан Сяоянь (CHN)     | Эстела Родригес (CUB)      | Ёко Сакауэ (JPN)       |

## Конный спорт
| Дисциплина          | Золото | Серебро | Бронза |
| Личная выездка      | Николь Упхофф (GER) на Rembrandt                                                                                              | Изабель Верт (GER) на Gigolo | Клаус Балькенхоль (GER) на Goldstern                                                                                                |
| Командная выездка   | Германия · Клаус Балькенхоль на Goldstern · Николь Упхофф на Rembrandt · Изабель Верт на Gigolo · Моника Теодореску на Grunox | Нидерланды · Тинеке Бартелс на Courage · Анки ван Грюнсвен на Bonfire · Эллен Бонтье на Larius · Аннемари Сандерс на Sanders-Keyzer | США · Роберт Доувер на Lectron · Кэрол Лэвелл на Gifted · Шарлотте Бредал на Monsieur · Майкл Паулин на Graf George                 |
| Личное троеборье    | Мэттью Райан (AUS) на Kibah Tic Toc                                                                                           | Херберт Блёккер (GER) на Feine Dame                                                                                                 | Блайт Тейт (NZL) на Messiah |
| Командное троеборье | Австралия · Дэвид Грин на Duncan II · Джиллиан Ролтон на Peppermint Grove · Эндрю Хой на Kiwi · Мэттью Райан на Kibah Tic Toc | Новая Зеландия · Блайт Тейт на Messiah · Эндрю Николсон на Spinning Rhombus · Марк Тодд на Welton Greylag · Вики Латта на Chief     | Германия · Херберт Блёккер на Feine Dame · Ральф Эренбринк на Kildare II · Корд Мизегес на Ricardo · Маттиас Бауман на Alabaster    |
| Личный конкур       | Людгер Бербаум (GER) на Classic Touch                                                                                         | Пит Раймакерс (NED) на Ratina Z | Норман Делло Джойо (USA) на Irish                                                                                                   |
| Командный конкур    | Нидерланды · Пит Раймакерс на Ratina Z · Берт Ромп на Waldo E · Ян Топс на Top Gun · Йос Лансинк на Egano                     | Австрия · Борис Боор на Love Me Tender · Йёрг Мюнцнер на Graf Grande · Хуго Симон на Apricot D · Томас Фрюман на Genius             | Франция · Юбер Бурди на Razzina du Poncel · Эрве Годиньон на Quidam de Revel · Эрик Наве на Quito de Baussy · Мишель Робер на Nonix |

## Лёгкая атлетика

### Мужчины
| Дисциплина                  | Золото                                                                                          | Серебро                                                                                  | Бронза |
| 100 метров                  | Линфорд Кристи (GBR)                                                                            | Фрэнки Фредерикс (NAM)                                                                   | Деннис Митчелл (USA)                                                                                         |
| 200 метров                  | Майкл Марш (USA)                                                                                | Фрэнки Фредерикс (NAM)                                                                   | Майкл Бейтс (USA)                                                                                            |
| 400 метров                  | Куинси Уоттс (USA)                                                                              | Стив Льюис (USA)                                                                         | Самсон Китур (KEN)                                                                                           |
| 800 метров                  | Уильям Тануи (KEN)                                                                              | Никсон Кипротич (KEN)                                                                    | Джонни Грей (USA)                                                                                            |
| 1500 метров                 | Фермин Качо (ESP)                                                                               | Рашид Эль-Басир (MAR)                                                                    | Мухаммед Сулейман (QAT)                                                                                      |
| 5000 метров                 | Дитер Бауман (GER)                                                                              | Пол Биток (KEN)                                                                          | Фита Байиса (ETH)                                                                                            |
| 10 000 метров               | Халид Сках (MAR)                                                                                | Ричард Челимо (KEN)                                                                      | Аддис Абебе (ETH)                                                                                            |
| 110 метров с барьерами      | Марк Маккой (CAN)                                                                               | Тони Дис (USA)                                                                           | Джек Пирс (USA)                                                                                              |
| 400 метров с барьерами      | Кевин Янг (USA)                                                                                 | Уинтроп Грэм (JAM)                                                                       | Крисс Акабуси (GBR)                                                                                          |
| 3000 метров с препятствиями | Мэттью Бирир (KEN)                                                                              | Патрик Санг (KEN)                                                                        | Уильям Мутвол (KEN)                                                                                          |
| Эстафета 4×100 метров       | США · Майкл Марш · Лерой Баррелл · Деннис Митчелл · Карл Льюис · Джеймс Джетт                   | Нигерия · Олуйеми Кайоде · Чиди Имо · Олападе Аденикен · Дэвидсон Эзинва · Осмонд Эзинва | Куба · Андрес Симон · Хоэль Ламела · Хоэль Исаси · Хорхе Агилера                                             |
| Эстафета 4×400 метров       | США · Эндрю Валмон · Куинси Уоттс · Майкл Джонсон · Стив Льюис · Дарнелл Холл · Чарльз Дженкинс | Куба · Ласаро Мартинес · Эктор Эррера · Норберто Тельес · Роберто Эрнандес               | Великобритания · Роджер Блэк · Дэвид Гриндли · Крисс Акабуси · Джон Реджис · Дуэйн Лэйдеджо · Марк Ричардсон |
| Марафон                     | Хван Ён Джо (KOR)                                                                               | Коити Морисита (JPN)                                                                     | Штефан Фрайганг (GER)                                                                                        |
| Ходьба на 20 км             | Даниэль Плаза (ESP)                                                                             | Гийом Леблан (CAN)                                                                       | Джованни де Бенедиктис (ITA)                                                                                 |
| Ходьба на 50 км             | Андрей Перлов (EUN)                                                                             | Карлос Мерсенарио (MEX)                                                                  | Рональд Вайгель (GER)                                                                                        |
| Прыжки в длину              | Карл Льюис (USA)                                                                                | Майк Пауэлл (USA)                                                                        | Джо Грин (USA)                                                                                               |
| Тройной прыжок              | Майк Конли (USA)                                                                                | Чарльз Симпкинс (USA)                                                                    | Фрэнк Резерфорд (BAH)                                                                                        |
| Прыжки в высоту             | Хавьер Сотомайор (CUB)                                                                          | Патрик Шёберг (SWE)                                                                      | Холлис Конуэй (USA)                                                                                          |
| Прыжки в высоту             | Хавьер Сотомайор (CUB)                                                                          | Патрик Шёберг (SWE)                                                                      | Тим Форсайт (AUS)                                                                                            |
| Прыжки в высоту             | Хавьер Сотомайор (CUB)                                                                          | Патрик Шёберг (SWE)                                                                      | Артур Партыка (POL)                                                                                          |
| Прыжки с шестом             | Максим Тарасов (EUN)                                                                            | Игорь Транденков (EUN)                                                                   | Хавьер Гарсия (ESP)                                                                                          |
| Толкание ядра               | Майк Стулс (USA)                                                                                | Джим Доеринг (USA)                                                                       | Вячеслав Лыхо (EUN)                                                                                          |
| Метание диска               | Ромас Убартас (LTU)                                                                             | Юрген Шульт (GER)                                                                        | Роберто Мойя (CUB)                                                                                           |
| Метание копья               | Ян Железны (TCH)                                                                                | Сеппо Рятю (FIN)                                                                         | Стив Бакли (GBR)                                                                                             |
| Метание молота              | Андрей Абдувалиев (EUN)                                                                         | Игорь Астапкович (EUN)                                                                   | Игорь Никулин (EUN)                                                                                          |
| Десятиборье                 | Роберт Змелик (TCH)                                                                             | Антонио Пеньяльвер (ESP)                                                                 | Дейв Джонсон (USA)                                                                                           |

### Женщины
| Дисциплина             | Золото | Серебро                                                                                              | Бронза                                                                        |
| 100 метров             | Гейл Диверс (USA) | Джульет Катберт (JAM)                                                                                | Ирина Привалова (EUN)                                                         |
| 200 метров             | Гвен Торренс (USA) | Джульет Катберт (JAM)                                                                                | Мерлин Отти (JAM)                                                             |
| 400 метров             | Мари-Жозе Перек (FRA) | Ольга Брызгина (EUN)                                                                                 | Химена Рестрепо (COL)                                                         |
| 800 метров             | Эллен ван Ланген (NED) | Лилия Нурутдинова (EUN)                                                                              | Ана Фиделия Кирот (CUB)                                                       |
| 1500 метров            | Хассиба Булмерка (ALG) | Людмила Рогачёва (EUN)                                                                               | Цюй Юнься (CHN)                                                               |
| 3000 метров            | Елена Романова (EUN) | Татьяна Самоленко (EUN)                                                                              | Энджела Чалмерс (CAN)                                                         |
| 10 000 метров          | Дерарту Тулу (ETH) | Элана Мейер (RSA)                                                                                    | Линн Дженнигс (USA)                                                           |
| 100 метров с барьерами | Параскеви Патулиду (GRE) | Лавонна Мартин (USA)                                                                                 | Йорданка Донкова (BUL)                                                        |
| 400 метров с барьерами | Салли Ганнел (GBR) | Сандра Фармер-Патрик (USA)                                                                           | Джейнин Викерс (USA)                                                          |
| Эстафета 4×100 метров  | США · Эвелин Эшфорд · Эстер Джонс · Карлетт Гидри · Гвен Торренс · Мишель Финн                                                 | Объединённая команда · Ольга Богословская · Галина Мальчугина · Марина Транденкова · Ирина Привалова | Нигерия · Беатрис Утонду · Фейт Идехен · Кристи Опара-Томпсон · Мэри Оньяли   |
| Эстафета 4×400 метров  | Объединённая команда · Елена Рузина · Людмила Джигалова · Ольга Назарова · Ольга Брызгина · Лилия Нурутдинова · Марина Шмонина | США · Наташа Кайзер · Гвен Торренс · Джерл Майлз · Рошель Стивенс · Денин Ховард · Даннетт Янг       | Великобритания · Филис Смит · Сандра Дуглас · Дженнифер Стаут · Салли Ганнелл |
| Марафон                | Валентина Егорова (EUN) | Юко Аримори (JPN)                                                                                    | Лоррейн Моллер (NZL)                                                          |
| Ходьба на 10 км        | Чэнь Юэлин (CHN) | Елена Николаева (EUN)                                                                                | Ли Чунсью (CHN)                                                               |
| Прыжки в длину         | Хайке Дрекслер (GER) | Инесса Кравец (EUN)                                                                                  | Джекки Джойнер-Керси (USA)                                                    |
| Прыжки в высоту        | Хайке Хенкель (GER) | Алина Астафей (ROM)                                                                                  | Иоамнет Кинтеро (CUB)                                                         |
| Толкание ядра          | Светлана Кривелёва (EUN) | Хуан Чжихун (CHN)                                                                                    | Катрин Наймке (GER)                                                           |
| Метание диска          | Марица Мартен (CUB) | Цветанка Христова (BUL)                                                                              | Даниэла Костиан (AUS)                                                         |
| Метание копья          | Зильке Ренк (GER) | Наталья Шиколенко (EUN)                                                                              | Карен Форкель (GER)                                                           |
| Семиборье              | Джекки Джойнер-Керси (USA) | Ирина Белова (EUN)                                                                                   | Сабине Браун (GER)                                                            |

## Настольный теннис

### Мужчины
| Дисциплина       | Золото                     | Серебро                                   | Бронза                                        |
| Одиночный разряд | Ян-Уве Вальднер (SWE)      | Жан Филипп Гасьен (FRA)                   | Ма Вэньгэ (CHN)                               |
| Одиночный разряд | Ян-Уве Вальднер (SWE)      | Жан Филипп Гасьен (FRA)                   | Ким Тхэк Су (KOR)                             |
| Парный разряд    | Китай · Люй Линь · Ван Тао | Германия · Йёрг Росскопф · Штеффен Фецнер | Республика Корея · Ким Тхэк Су · Ю Нам Гю     |
| Парный разряд    | Китай · Люй Линь · Ван Тао | Германия · Йёрг Росскопф · Штеффен Фецнер | Республика Корея · Кан Хи Чхан · Ли Чхоль Сын |

### Женщины
| Дисциплина       | Золото                     | Серебро                        | Бронза                                       |
| Одиночный разряд | Дэн Япин (CHN)             | Цяо Хун (CHN)                  | Хён Джон Хва (KOR)                           |
| Одиночный разряд | Дэн Япин (CHN)             | Цяо Хун (CHN)                  | Ли Бун Хи (PRK)                              |
| Парный разряд    | Китай · Дэн Япин · Цяо Хун | Китай · Чэнь Цзыхэ · Гао Цзюнь | Республика Корея · Хон Чха Ок · Хён Джон Хва |
| Парный разряд    | Китай · Дэн Япин · Цяо Хун | Китай · Чэнь Цзыхэ · Гао Цзюнь | КНДР · Ли Бун Хи · Ю Сун Бок                 |

## Парусный спорт

### Мужчины
| Дисциплина   | Золото                                     | Серебро                           | Бронза                                  |
| Лехнер А-390 | Франк Давид (FRA)                          | Майк Гебхардт (USA)               | Ларс Клеппич (AUS)                      |
| Финн         | Хосе Ван дер Плуг (ESP)                    | Брайан Ледбеттер (USA)            | Крейг Монк (NZL)                        |
| 470          | Испания · Франсиско Санчес · Хорди Калафат | США · Морган Ризер · Кевин Бёрнэм | Эстония · Тыну Тынисте · Тоомас Тынисте |

### Женщины
| Дисциплина   | Золото                                   | Серебро                                 | Бронза                              |
| Лехнер А-390 | Барбара Кендалл (NZL)                    | Чжан Сяодун (CHN)                       | Дорин де Врис (NED)                 |
| Европа       | Линда Андерсен (NOR)                     | Наталья виа Дюфресне (ESP)              | Джулия Тротман (USA)                |
| 470          | Испания · Тереса Себель · Патрисия Герра | Новая Зеландия · Лесли Эгнот · Ян Ширер | США · Джей Джей Ислер · Памела Хили |

### Открытый класс
| Дисциплина        | Золото                                           | Серебро                                     | Бронза                                                      |
| Летучий голландец | Испания · Луис Доресте · Доминго Манрике         | США · Стивен Бурдоу · Пол Фёрстер           | Дания · Йенс Босен-Мёллер · Йорген Босен-Мёллер             |
| Торнадо           | Франция · Ив Лоде · Николя Энар                  | США · Рэнди Смит · Кит Нотари               | Австралия · Митч Бут · Джон Форбс                           |
| Звёздный          | США · Марк Рейнолдс · Хал Хенел                  | Новая Зеландия · Род Дэвис · Дон Кауи       | Канада · Росс Макдоналд · Эрик Джесперсен                   |
| Солинг            | Дания · Йеспер Банк · Стеен Сехер · Йеспер Зайер | США · Кевин Махани · Джим Брейди · Дуг Керн | Великобритания · Лори Смит · Роберт Круикшанк · Осси Стюарт |

## Плавание

### Мужчины
| Дисциплина                            | Золото | Серебро | Бронза                                                                                                   |
| 50 метров вольным стилем              | Александр Попов (EUN) | Мэтт Бионди (USA) | Том Джегер (USA)                                                                                         |
| 100 метров вольным стилем             | Александр Попов (EUN) | Густаво Боржес (BRA) | Стефан Карон (FRA)                                                                                       |
| 200 метров вольным стилем             | Евгений Садовый (EUN) | Андерс Хольмертц (SWE) | Антти Касвио (FIN)                                                                                       |
| 400 метров вольным стилем             | Евгений Садовый (EUN) | Кирен Перкинс (AUS) | Андерс Хольмертц (SWE)                                                                                   |
| 1500 метров вольным стилем            | Кирен Перкинс (AUS) | Глен Хаусман (AUS) | Йёрг Хофман (GER)                                                                                        |
| 100 метров баттерфляем                | Пабло Моралес (USA) | Рафал Шукала (POL) | Энтони Нести (SUR)                                                                                       |
| 200 метров баттерфляем                | Мелвин Стюарт (USA) | Дэньон Лоадер (NZL) | Франк Эспозито (FRA)                                                                                     |
| 100 метров на спине                   | Марк Тьюксбери (CAN) | Джефф Роуз (USA) | Дэвид Беркофф (USA)                                                                                      |
| 200 метров на спине                   | Мартин Лопес-Суберо (ESP) | Владимир Сельков (EUN) | Стефано Баттистелли (ITA)                                                                                |
| 100 метров брассом                    | Нельсон Дибел (USA) | Норберт Рожа (HUN) | Фил Роджерс (AUS)                                                                                        |
| 200 метров брассом                    | Майк Барроумен (USA) | Норберт Рожа (HUN) | Ник Джиллингем (GBR)                                                                                     |
| 200 метров комплексным плаванием      | Тамаш Дарньи (HUN) | Грег Бёрджесс (USA) | Аттила Цене (HUN)                                                                                        |
| 400 метров комплексным плаванием      | Тамаш Дарньи (HUN) | Эрик Намесник (USA) | Лука Сакки (ITA)                                                                                         |
| Эстафета 4×100 метров вольным стилем  | США · Джо Хьюдепол · Мэтт Бионди · Том Джегер · Джон Олсен · Шон Джордан · Джоэл Томас                                            | Объединённая команда · Павел Хныкин · Геннадий Пригода · Юрий Башкатов · Александр Попов · Владимир Пышненко · Вениамин Таянович                   | Германия · Дирк Рихтер · Кристиан Трёгер · Штеффен Цеснер · Марк Пингер · Андреас Сигат · Бенгт Цикарски |
| Эстафета 4×200 метров вольным стилем  | Объединённая команда · Дмитрий Лепиков · Владимир Пышненко · Вениамин Таянович · Евгений Садовый · Алексей Кудрявцев · Юрий Мухин | Швеция · Кристер Валлин · Андерс Хольмертц · Томми Вернер · Ларс Фрёландер                                                                         | США · Джо Хьюдепол · Мелвин Стюарт · Джон Олсен · Дуглас Гьертсен · Скотт Джафф · Дэн Йоргенсен          |
| Эстафета 4×100 метров комбинированная | США · Джефф Роуз · Нельсон Дибел · Пабло Моралес · Джон Олсен · Дэвид Беркофф · Ханс Дерш · Мелвин Стюарт · Мэтт Бионди           | Объединённая команда · Владимир Сельков · Василий Иванов · Павел Хныкин · Александр Попов · Владимир Пышненко · Владислав Куликов · Дмитрий Волков | Канада · Марк Тьюксбери · Джонатан Кливленд · Марсель Гери · Стивен Кларк · Том Понтинг                  |

### Женщины
| Дисциплина                            | Золото | Серебро | Бронза |
| 50 метров вольным стилем              | Ян Вэньи (CHN) | Чжуан Юн (CHN) | Энджел Мартино (USA)                                                                                             |
| 100 метров вольным стилем             | Чжуан Юн (CHN) | Дженни Томпсон (USA) | Франциска ван Альмсик (GER)                                                                                      |
| 200 метров вольным стилем             | Николь Хейслетт (USA) | Франциска ван Альмсик (GER) | Керстин Кильгасс (GER)                                                                                           |
| 400 метров вольным стилем             | Дагмар Хазе (GER) | Джанет Эванс (USA) | Хейли Льюис (AUS)                                                                                                |
| 800 метров вольным стилем             | Джанет Эванс (USA) | Хейли Льюис (AUS) | Яна Хенке (GER)                                                                                                  |
| 100 метров баттерфляем                | Цянь Хун (CHN) | Крисси Аманн-Лейтон (USA) | Катрин Плевински (FRA)                                                                                           |
| 200 метров баттерфляем                | Саммер Сандерс (USA) | Ван Сяохун (CHN) | Сьюзан О’Нилл (AUS)                                                                                              |
| 100 метров на спине                   | Кристина Эгерсеги (HUN) | Тюнде Сабо (HUN) | Ли Маурер (USA)                                                                                                  |
| 200 метров на спине                   | Кристина Эгерсеги (HUN) | Дагмар Хазе (GER) | Николь Стивенсон (AUS)                                                                                           |
| 100 метров брассом                    | Елена Рудковская (EUN) | Анита Нолл (USA) | Саманта Райли (AUS)                                                                                              |
| 200 метров брассом                    | Кёко Ивасаки (JPN) | Линь Ли (CHN) | Анита Нолл (USA)                                                                                                 |
| 200 метров комплексным плаванием      | Линь Ли (CHN) | Саммер Сандерс (USA) | Даниэла Хангер (GER)                                                                                             |
| 400 метров комплексным плаванием      | Кристина Эгерсеги (HUN) | Линь Ли (CHN) | Саммер Сандерс (USA)                                                                                             |
| Эстафета 4×100 метров вольным стилем  | США · Николь Хейслетт · Энджел Мартино · Дженни Томпсон · Дара Торрес · Эшли Тэппин · Крисси Аманн-Лейтон                               | Китай · Лэ Цзинъи · Чжуан Юн · Ян Вэньи · Лу Бинь                                                                                   | Германия · Даниэла Хунгер · Симоне Озигус · Франциска ван Альмсик · Мануэла Штелльмах                            |
| Эстафета 4×100 метров комбинированная | США · Крисси Аманн-Лейтон · Ли Маурер · Дженни Томпсон · Анита Нолл · Джейни Уогстафф · Меган Клейне · Саммер Сандерс · Николь Хейслетт | Германия · Яна Дёррис · Дагмар Хазе · Даниэла Хунгер · Франциска ван Альмсик · Симоне Озигус · Даниэла Брендель · Беттина Островски | Объединённая команда · Нина Живаневская · Ольга Кириченко · Наталья Мещерякова · Елена Рудковская · Елена Шубина |

## Прыжки в воду

### Мужчины
| Дисциплина        | Золото           | Серебро          | Бронза               |
| Трамплин, 3 метра | Марк Лензи (USA) | Тань Ляндэ (CHN) | Дмитрий Саутин (EUN) |
| Вышка, 10 метров  | Сунь Шувэй (CHN) | Скотт Дони (USA) | Сюн Ни (CHN)         |

### Женщины
| Дисциплина        | Золото         | Серебро              | Бронза                 |
| Трамплин, 3 метра | Гао Минь (CHN) | Ирина Лашко (EUN)    | Брита Бальдус (GER)    |
| Вышка, 10 метров  | Фу Минся (CHN) | Елена Мирошина (EUN) | Мэри Эллен Кларк (USA) |

## Синхронное плавание
| Дисциплина | Золото                                 | Серебро                               | Бронза                              |
| Соло       | Кристен Бабб-Спраг (USA)               | Не вручалось                          | Фумико Окуно (JPN)                  |
| Соло       | Сильвия Фрешетт (CAN)                  | Не вручалось                          | Фумико Окуно (JPN)                  |
| Дуэты      | США · Карен Джозефсон · Сара Джозефсон | Канада · Пенни Вилагос · Вики Вилагос | Япония · Фумико Окуно · Аки Такаяма |

## Современное пятиборье
| Дисциплина           | Золото                                                       | Серебро                                                                          | Бронза                                                         |
| Личное первенство    | Аркадиуш Скшипашек (POL)                                     | Аттила Мижер (HUN)                                                               | Эдуард Зеновка (EUN)                                           |
| Командное первенство | Польша · Аркадиуш Скшипашек · Мацей Чижович · Дариуш Гоздзяк | Объединённая команда · Анатолий Старостин · Дмитрий Сватковский · Эдуард Зеновка | Италия · Роберто Бомпрецци · Карло Массулло · Джанлука Тиберти |

## Стрельба

### Мужчины
| Дисциплина                                            | Золото                   | Серебро                 | Бронза                  |
| Пневматическая винтовка, 10 метров                    | Юрий Федькин (EUN)       | Франк Бадью (FRA)       | Йоханн Ридерер (GER)    |
| Винтовка лёжа, 50 метров                              | Ли Ын Чхоль (KOR)        | Харалд Стенвог (NOR)    | Стеван Плетикосич (IOP) |
| Винтовка из трёх положений, 50 метров                 | Грачья Петикян (EUN)     | Роберт Фот (USA)        | Рёхэй Коба (JPN)        |
| Пневматический пистолет, 10 метров                    | Ван Ифу (CHN)            | Сергей Пыжьянов (EUN)   | Сорин Бабий (ROM)       |
| Скорострельный пистолет, 25 метров                    | Ральф Шуман (GER)        | Афанасий Кузьмин (LAT)  | Владимир Вохмянин (EUN) |
| Пистолет, 50 метров                                   | Константин Лукашик (EUN) | Ван Ифу (CHN)           | Рагнар Сканокер (SWE)   |
| Пневматическая винтовка, движущаяся мишень, 10 метров | Михаэль Якозитц (GER)    | Анатолий Асрабаев (EUN) | Любош Рачански (TCH)    |

### Женщины
| Дисциплина                            | Золото                  | Серебро             | Бронза                       |
| Пневматическая винтовка, 10 метров    | Ё Гап Сун (KOR)         | Весела Лечева (BUL) | Аранка Биндер (IOP)          |
| Винтовка из трёх положений, 50 метров | Лауни Мейли (USA)       | Нонка Матова (BUL)  | Малгожата Ксёнжкевич (POL)   |
| Пневматический пистолет, 10 метров    | Марина Логвиненко (EUN) | Ясна Шекарич (IOP)  | Мария Гроздева (BUL)         |
| Пистолет, 25 метров                   | Марина Логвиненко (EUN) | Ли Дуйхун (CHN)     | Доржсурэнгийн Мунхбаяр (MGL) |

### Открытые дисциплины
| Дисциплина | Золото              | Серебро                | Бронза                |
| Трап       | Петр Грдличка (TCH) | Кадзуми Ватанабэ (JPN) | Марко Вентурини (ITA) |
| Скит       | Чжан Шань (CHN)     | Хуан Хиха (PER)        | Бруно Россетти (ITA)  |

## Стрельба из лука

### Мужчины
| Дисциплина                | Золото                                                      | Серебро                                                  | Бронза                                                           |
| Индивидуальное первенство | Себастьен Флют (FRA)                                        | Чон Джэ Хон (KOR)                                        | Саймон Терри (GBR)                                               |
| Командное первенство      | Испания · Хуан Ольгадо · Альфонсо Менендес · Антонио Васкес | Финляндия · Исмо Фальк · Яри Липпонен · Томи Пойколайнен | Великобритания · Стивен Халлард · Ричард Пристмен · Саймон Терри |

### Женщины
| Дисциплина                | Золото                                                 | Серебро                                    | Бронза                                                                           |
| Индивидуальное первенство | Чо Юн Джон (KOR)                                       | Ким Су Нён (KOR)                           | Наталья Валеева (EUN)                                                            |
| Командное первенство      | Республика Корея · Чо Юн Джон · Ким Су Нён · Ли Ын Гён | Китай · Ма Сянцзюнь · Ван Хон · Ван Сяочжу | Объединённая команда · Людмила Аржанникова · Хатуна Квиришвили · Наталья Валеева |

## Теннис

### Мужчины
| Дисциплина       | Золото                                 | Серебро                          | Бронза                                       |
| Одиночный разряд | Марк Россе (SUI)                       | Хорди Арресе (ESP)               | Андрей Черкасов (EUN)                        |
| Одиночный разряд | Марк Россе (SUI)                       | Хорди Арресе (ESP)               | Горан Иванишевич (CRO)                       |
| Парный разряд    | Германия · Борис Беккер · Михаэль Штих | ЮАР · Уэйн Феррейра · Пит Норвал | Хорватия · Горан Иванишевич · Горан Прпич    |
| Парный разряд    | Германия · Борис Беккер · Михаэль Штих | ЮАР · Уэйн Феррейра · Пит Норвал | Аргентина · Хавьер Франа · Кристиан Миниусси |

### Женщины
| Дисциплина       | Золото                                      | Серебро                                            | Бронза                                               |
| Одиночный разряд | Дженнифер Каприати (USA)                    | Штеффи Граф (GER)                                  | Мэри-Джо Фернандес (USA)                             |
| Одиночный разряд | Дженнифер Каприати (USA)                    | Штеффи Граф (GER)                                  | Аранча Санчес Викарио (ESP)                          |
| Парный разряд    | США · Джиджи Фернандес · Мэри-Джо Фернандес | Испания · Кончита Мартинес · Аранта Санчес Викарио | Объединённая команда · Лейла Месхи · Наталья Зверева |
| Парный разряд    | США · Джиджи Фернандес · Мэри-Джо Фернандес | Испания · Кончита Мартинес · Аранта Санчес Викарио | Австралия · Рейчел Маккуиллан · Николь Провис        |

## Тяжёлая атлетика
| Дисциплина   | Золото                   | Серебро                 | Бронза                    |
| До 52 кг     | Иван Иванов (BUL)        | Линь Цишэн (CHN)        | Траян Чихареан (ROM)      |
| До 56 кг     | Чон Бён Гван (KOR)       | Лю Шоубинь (CHN)        | Ло Цзяньмин (CHN)         |
| До 60 кг     | Наим Сулейманоглу (TUR)  | Николай Пешалов (BUL)   | Хэ Инцян (CHN)            |
| До 67,5 кг   | Исраел Милитосян (EUN)   | Йото Йотов (BUL)        | Андреас Бем (GER)         |
| До 75 кг     | Фёдор Касапу (EUN)       | Пабло Лара (CUB)        | Ким Мён Нам (PRK)         |
| До 82,5 кг   | Пиррос Димас (GRE)       | Кшиштоф Семион (POL)    | Не вручалась              |
| До 90 кг     | Кахи Кахиашвили (EUN)    | Сергей Сырцов (EUN)     | Сергиуш Волчанецкий (POL) |
| До 100 кг    | Виктор Трегубов (EUN)    | Тимур Таймазов (EUN)    | Вальдемар Малак (POL)     |
| До 110 кг    | Ронни Веллер (GER)       | Артур Акоев (EUN)       | Стефан Ботев (BUL)        |
| Свыше 110 кг | Александр Курлович (EUN) | АЛеонид Тараненко (EUN) | Манфред Нерлингер (GER)   |

## Фехтование

### Мужчины
| Дисциплина       | Золото | Серебро                                                                                     | Бронза |
| Шпага            | Эрик Среки (FRA) | Павел Колобков (EUN)                                                                        | Жан-Мишель Анри (FRA)                                                                                         |
| Командная шпага  | Германия · Эльмар Боррман · Роберт Фелисяк · Арнд Шмитт · Уве Проске · Владимир Резниченко                          | Венгрия · Ференц Хегедюш · Эрнё Кольцонаи · Иван Ковач · Кристиан Кульчар · Габор Тотола    | Объединённая команда · Павел Колобков · Андрей Шувалов · Сергей Кравчук · Сергей Костарев · Валерий Захаревич |
| Рапира           | Филипп Омнес (FRA)                                                                                                  | Сергей Голубицкий (EUN)                                                                     | Элвис Грегори (CUB)                                                                                           |
| Командная рапира | Германия · Удо Вагнер · Ульрих Шрек · Торстен Вайднер · Александер Кох · Инго Вайсенборн                            | Куба · Гильермо Бетанкурт · Тулио Диас · Эрменегильдо Гарсия · Оскар Гарсия · Элвис Грегори | Польша · Мариан Сыпневский · Пётр Келпиковский · Адам Кшесиньский · Цезарий Сесс · Ришард Собчак              |
| Сабля            | Бенце Сабо (HUN) | Марко Марин (ITA)                                                                           | Жан-Франсуа Ламур (FRA)                                                                                       |
| Командная сабля  | Объединённая команда · Григорий Кириенко · Александр Ширшов · Георгий Погосов · Вадим Гутцайт · Станислав Поздняков | Венгрия · Петер Абаи · Имре Буйдошо · Чаба Кёвеш · Дьёрдь Небальд · Бенце Сабо              | Франция · Жан-Франсуа Ламур · Жан-Филипп Дорелль · Франк Дюше · Эрве Гранже-Вейрон · Пьер Гишо                |

### Женщины
| Дисциплина       | Золото | Серебро                                                                                              | Бронза                                                                                         |
| Рапира           | Джованна Триллини (ITA)                                                                                    | Ван Хуэйфэн (CHN)                                                                                    | Татьяна Садовская (EUN)                                                                        |
| Командная рапира | Италия · Джованна Триллини · Маргерита Дзалаффи · Франческа Бортолоцци · Диана Бьянкеди · Дорина Ваккарони | Германия · Цита-Эва Функенхаузер · Сабине Бау · Аня Фихтель-Мауриц · Моника Вебер · Аннетте Добмайер | Румыния · Река Сабо · Клаудия Григореску · Элисабета Гузгану · Лаура Бадя · Роксана Думитреску |

## Футбол
| Дисциплина | Золото | Серебро | Бронза |
| Мужчины    | Испания Сантьяго Каньисарес · Альберт Феррер · Микель Ласа · Роберто Солосабаль · Хуанма Лопес · Давид Вильябона · Хосе Эмилио Амависка · Луис Энрике · Хосеп Гвардиола · Абелардо · Хавьер Манхарин · Паки Веса · Тони Хименес · Габриэль Видаль · Пако Солер · Мигель Эрнандес · Рафаэль Бергес · Антонио Пинилья · Кико · Альфонсо | Польша Александер Клак · Марцин Ялоха · Томаш Лапиньский · Марек Козьминьский · Томаш Валдох · Дариуш Генсёр · Пётр Сверчевский · Дариуш Адамчук · Гжегож Мельцарский · Ежи Бженчек · Анджей Юсковяк · Аркадиуш Онышко · Рышард Станек · Марек Баёр · Анджей Кобыляньский · Мирослав Валигура · Дариуш Шуберт · Томаш Вещицкий · Дариуш Косела · Войцех Ковальчик | Гана Энтони Менса · Фрэнк Аманква · Айзек Асаре · Мохаммед Гарго · Джоакин Ачеампонг · Алекс Ньярко · Оли Рахман · Нии Лэмпти · Кваме Айю · Шамо Квайе · Сэмюэл Кума · Самуэль Куффур · Сэмми Аджей · Мохаммед Калилу · Бернард Арьи · Саймон Аддо · Максвелл Конаду · Яу Преко · Мамуд Амаду · Ибрахим Досси |

## Хоккей на траве
| Дисциплина | Золото | Серебро | Бронза |
| Мужчины    | ГерманияМихаэль Кнаут · Кристофер Райц · Карстен Фишер · Ян-Петер Тевес · Фолькер Фрид · Клаус Михлер · Андреас Келлер · Михаэль Мец · Кристиан Блунк · Свен Майнхардт · Михаэль Хильгерс · Андреас Беккер · Штефан Залигер · Штефан Тевес · Кристиан Майерхёфер · Оливер Курц               | АвстралияДжон Бестолл · Уоррен Бирмингем · Ли Бодимид · Эшли Кэри · Грегори Корбитт · Стивен Дэвис · Дэймон Дилетти · Лахлан Дрехер · Лахлан Элмер · Дин Эванс · Пол Льюис · Грэхем Рид · Джей Стейси · Майкл Йорк · Дэвид Ваншбру · Кен Уарк                                          | ПакистанСаид Анджум · Акхлак Ахмед · Мансур Ахмед · Шахбаз Ахмед · Асиф Баджва · Халид Башир · Кхаваджа Джунаид · Тахир Заман · Камар Ибрахим · Шахид Али Кхан · Фархат Хассан Кхан · Муджахид Али Рана · Мухаммад Халид · Мусаддик Хуссейн · Васим Фероз · Мухаммад Шахбаз |
| Женщины    | ИспанияАнна Маикес · Селия Коррес · Элисабет Марагаль · Маса Родригес · Мария Кармен Бареа · Мариви Гонсалес · Маидер Тельерия · Мария Исабель Мартинес · Мерседес Коген · Нагоре Габельанес · Наталия Дорадо · Нурия Оливе · Сильвия Манрике · Соня Барио · Тереса Мотос · Вирхиния Рамирес | ГерманияБритта Беккер · Таня Диккеншайд · Надине Эрнстинг-Кринке · Кристине Фернек · Эва Хагенбоймер · Франциска Хенчель · Карен Юнгйоханн · Катрин Каушке · Ирина Кунт · Хайке Лецш · Сюзанне Мюллер · Тина Петерс · Симоне Томашински · Бьянка Вайсс · Анке Вильд · Сюзи Волльшлегер | Великобритания · |

## Лидеры по медалям
Ниже в таблице представлены спортсмены, завоевавшие не менее трёх наград. По умолчанию таблица отсортирована по убыванию количества золотых медалей. Для сортировки по другому признаку необходимо нажать рядом с названием столбца. Наибольшее число наград каждого достоинства выделено жирным шрифтом.

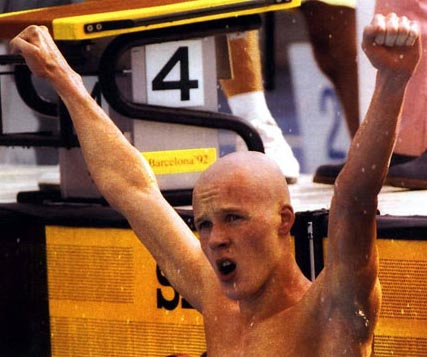
Российский пловец Евгений Садовый стал трёхкратным чемпионом Олимпийских игр.

| Спортсмен             | НОК                  | Дисциплина                  | Золото | Серебро | Бронза | Всего |
| --------------------- | -------------------- | --------------------------- | ------ | ------- | ------ | ----- |
| Виталий Щербо         | Объединённая команда | Спортивная гимнастика       | 6      | 0       | 0      | 6     |
| Евгений Садовый       | Объединённая команда | Плавание                    | 3      | 0       | 0      | 3     |
| Николь Хейслетт       | США                  | Плавание                    | 3      | 0       | 0      | 3     |
| Кристина Эгерсеги     | Венгрия              | Плавание                    | 3      | 0       | 0      | 3     |
| Александр Попов       | Объединённая команда | Плавание                    | 2      | 2       | 0      | 4     |
| Татьяна Гуцу          | Объединённая команда | Спортивная гимнастика       | 2      | 1       | 1      | 4     |
| Лавиния Милошовичи    | Румыния              | Спортивная гимнастика       | 2      | 1       | 1      | 4     |
| Саммер Сандерс        | США                  | Плавание                    | 2      | 1       | 1      | 4     |
| Крисси Аманн-Лейтон   | США                  | Плавание                    | 2      | 1       | 0      | 3     |
| Мэтт Бионди           | США                  | Плавание                    | 2      | 1       | 0      | 3     |
| Дженни Томпсон        | США                  | Плавание                    | 2      | 1       | 0      | 3     |
| Гвен Торренс          | США                  | Лёгкая атлетика             | 2      | 1       | 0      | 3     |
| Татьяна Лысенко       | Объединённая команда | Спортивная гимнастика       | 2      | 0       | 1      | 3     |
| Джон Олсен            | США                  | Лёгкая атлетика             | 2      | 0       | 1      | 3     |
| Григорий Мисютин      | Объединённая команда | Спортивная гимнастика       | 1      | 4       | 0      | 5     |
| Линь Ли               | Китай                | Плавание                    | 1      | 2       | 0      | 3     |
| Владимир Пышненко     | Объединённая команда | Плавание                    | 1      | 2       | 0      | 3     |
| Чжуан Юн              | Китай                | Плавание                    | 1      | 2       | 0      | 3     |
| Дагмар Хазе           | Германия             | Плавание                    | 1      | 2       | 0      | 3     |
| Рита Кёбан            | Венгрия              | Гребля на байдарках и каноэ | 1      | 1       | 1      | 3     |
| Анита Нолл            | США                  | Плавание                    | 1      | 1       | 1      | 3     |
| Ли Сяошуан            | Китай                | Спортивная гимнастика       | 1      | 1       | 1      | 3     |
| Мелвин Стюарт         | США                  | Плавание                    | 1      | 0       | 1      | 3     |
| Ли Цзин               | Китай                | Спортивная гимнастика       | 0      | 3       | 0      | 3     |
| Шэнон Миллер          | США                  | Спортивная гимнастика       | 0      | 2       | 3      | 5     |
| Франциска ван Альмсик | Германия             | Плавание                    | 0      | 2       | 2      | 4     |
| Андерс Хольмертц      | Швеция               | Плавание                    | 0      | 2       | 1      | 3     |
| Андреас Веккер        | Германия             | Спортивная гимнастика       | 0      | 1       | 2      | 3     |
| Даниэла Хангер        | Германия             | Плавание                    | 0      | 1       | 2      | 3     |